# Riu Lotru
El Lotru és un riu afluent dret del riu Olt a Romania. La seva font i naixement es troba a les muntanyes Parâng. Alimenta els embassaments Vidra, Malaia i Brădișor. Desemboca a l'Olt a Golotreni, prop de la ciutat de Brezoi. Passa per les comunes Voineasa, Malaia i Brezoi. La seva longitud és de 83 km i la seva mida de conca és de 990 km².